# Kurów Mały
Kurów Mały est une localité polonaise de la gmina de Jerzmanowa, située dans le powiat de Głogów en voïvodie de Basse-Silésie.

## Histoire
De 1742 à 1945, Klein Kauer fait partie de l'arrondissement de Glogau dans le district de Liegnitz au sein de la province de Silésie.